# Miguel Bonano
Miguel Bonano (* 9. Mai 1907; † 6. Oktober 2001) war ein argentinischer Bandoneonist, Bandleader und Tangokomponist.

## Leben und Wirken
Bonano begann seine musikalische Ausbildung 1926 bei Bartolomé Chapela, später war der Geiger Angel Fariña einer seiner Lehrer. Er spielte dann als Stummfilmmusiker im Cine Mitre in einem von Lía Acuña de Andreoni geleiteten Quartett und trat in Tanzsälen auf. 1928 reiste er nach Paris, um sich dem Orchester von Eduardo Bianco anzuschließen. Mit dem Orchester begleitete er Musiker wie Maurice Chevalier, Josephine Baker und die Schwestern Norma und Constanze Talmaggi, spielte bei der Eröffnung des Palace du Mediterranée und unternahm eine Tournee durch Spanien, Italien, Rumänien, Griechenland, die Türkei, Ägypten, Deutschland und die Schweiz. Die Zusammenarbeit mit Bianco währte bis 1929, dann kehrte Bonano nach Buenos Aires zurück.
Dort spielte er als Stummfilmmusiker im Kinotheater Select. Nach dem Aufkommen des Tonfilms schloss er sich Edgardo Donatos Orchester an, dem er sieben Jahre angehörte. Danach wechselte er zu den Los poetas del tango (mit Miguel Nijensohn, Antonio Rodio, Héctor Artola, und Francisco Fiorentino). Nach Auflösung der Poetas trat er mit einem Orchester Nijensons im Nachtclub Lucerna auf. Hierauf wechselte er zu Lucio Demares und dann zu Roberto Zerrillos Formation. Mit Alberto De Caro und seiner Gruppe trat er in Chile auf. Nach seiner Rückkehr spielte er im Teatro El Nacional mit Eduardo Bianco und seinem Orchester.
Vier Jahre lang arbeitete er mit Ángel D’Agostino zusammen, und zwölf Jahre war er Begleiter der Sängerinnen Jovita Luna, Alba Solís und Sofía Bozán. Später gründete er ein Orchester mit Julio Ahumada, das bei Radio El Mundo auftrat und vier Nummern beim Label Odeon aufnahm. In seinen letzten Jahren war er Schatzmeister der Sociedad Argentina de Autores y Compositores (SADAIC).

## Kompositionen
- Che Don Juan (Text von Manuel Meaños)
- Dejele señora (Text von José de Grassi)
- Esta vuelta pago yo (Text von José de Grassi)
- Guardia de honor
- La canción de la ribera (Text von Alfredo Bigeschi)
- La martingala (mit Antonio Botta)
- La novena (Text von Alfredo Bigeschi)
- Me grita el corazón (mit Mario Landi, Text von	Roberto Miro)
- Mi primer gol (aufgenommen von Carlos Gardel)
- No me digas que no (mit Fernando Martín, Text von Mario Battistella)
- Por un te quiero (Text von Alberto Laureano Martínez)
- Tardes porteñas (Text von Alfredo Bigeschi)
- Un minuto

## Anmerkung
1. ↑  Als Geburtsort wird Buenos Aires (von Orlando del Greco) oder Avellaneda (von Alberto Lanzerotti) angegeben (siehe Quellen).

| Personendaten    | Personendaten                                              |
| ---------------- | ---------------------------------------------------------- |
| NAME             | Bonano, Miguel                                             |
| KURZBESCHREIBUNG | argentinischer Bandoneonist, Bandleader und Tangokomponist |
| GEBURTSDATUM     | 9. Mai 1907                                                |
| GEBURTSORT       | Avellaneda (Buenos Aires) oder Buenos Aires                |
| STERBEDATUM      | 6. Oktober 2001                                            |